# Rhizothrix sejongi
Rhizothrix sejongi is een eenoogkreeftjessoort uit de familie van de Rhizothricidae. De wetenschappelijke naam van de soort is voor het eerst geldig gepubliceerd in 2005 door Nam & Lee.